# Carlos Gómez Casillas
Carlos Gómez Casillas (Città del Messico, 16 agosto 1952 – San Luis Potosí, 16 dicembre 2017) è stato un calciatore messicano, di ruolo difensore.

## Carriera
Con la Nazionale messicana ha preso parte al campionato del mondo 1978, tenutosi in Argentina.